# Хосе Луїс Мунуера Монтеро
Хосе Луїс Мунуера Монтеро (ісп. José Luis Munuera Montero, 19 травня 1983, Хаен, Андалусія) — іспанський футбольний арбітр. Арбітр ФІФА з 2019 року.

## Кар'єра
У 2010—2013 роках судив матчі Сегунди Б, третього за рівнем дивізіона країни, після чого також три сезон працював у Сегунді, другому дивізіоні країни, де відпрацював 61 гру.
2016 року був переведений до Прімери, Королівська іспанська футбольна федерація зробила йому коротку відеопрезентацію.. Дебютував у найвищому іспанському дивізіоні 22 серпня 2016 року в матчі «Сельта» — «Леганес» (0:1).
У червні 2018 року було оголошено, що Мунуера Монтеро отримає статус арбітра ФІФА з 2019 року.
У січні 2020 року судив перший півфінальний матч Суперкубка Іспанії «Реал Сосьєдад» — «Барселона» (1:1, 2:3 пен.)
6 квітня 2024 року вперше обслуговував фінал Кубка Іспанії, в якому зустрілись «Атлетік» (Більбао) та «Мальорка» (1:1, 4:2 пен.).

## Статистика
| Категорія          | Країна  | Рік       | Матчі |
| ------------------ | ------- | --------- | ----- |
| Сегунда Дивізіон Б | Іспанія | 2010–2013 | 38    |
| Сегунда Дивізіон   | Іспанія | 2013–2016 | 62    |
| Перший дивізіон    | Іспанія | 2016 —    | 149   |
| Арбітр ФІФА        | Світ    | 2019 —    |       |